# Antoni Jankowski (inżynier)
Antoni Jankowski (ur. 1940, zm. 17 lutego 2021) – polski inżynier, profesor nauk technicznych. Specjalizował się w transporcie, budowie i eksploatacji maszyn, silnikach spalinowych, procesach spalania oraz w ekologii. Profesor zwyczajny Instytutu Technicznego Wojsk Lotniczych oraz Instytutu Lotnictwa. 
Habilitował się na Wydziale Maszyn Roboczych i Transportu Politechniki Poznańskiej w 2011 na podstawie oceny dorobku naukowego i monografii pt. Studium wpływu ciśnienia, prędkości i rodzaju strugi gazów na przebieg procesu spalania. Tytuł naukowy profesora nauk technicznych został mu przyznany w 2014. Swoje prace publikował w czasopismach krajowych i zagranicznych.
Był redaktorem naczelnym czasopisma naukowego „Journal of KONES". Promotor 3 doktoratów.